# Bataille de Montfaucon en Argonne
Ne doit pas être confondu avec la bataille de Montfaucon en 1918
Invasions vikings en France
Batailles
En 882, à la suite de la bataille de Saucourt-en-Vimeu, les Vikings continuent leurs raids, et mettent à sac le Hainaut, les environs de Laon et de Reims. En 883, c'est au tour de Saint-Quentin et d'Amiens d'être dévastés mais le comte Henri les bat près de Louvain.
Cependant en 885, ils essayent de s'emparer de Paris qu'ils assiègent. Finalement, les assiégés obtiennent le départ des Vikings en échange d'une compensation de 700 livres, et d'un laissez-passer vers la Bourgogne afin de la piller.
Après avoir mis à sac la Champagne, incendié Troyes et menacé Reims, Toul et Verdun[réf. souhaitée], les Vikings sont battus par le roi Eudes de France le 24 juin 888 lors de la bataille de Montfaucon en Argonne (commune actuelle de Montfaucon-d'Argonne) en 888.
En 891, la bataille de Louvain, gagnée par Arnulf de Carinthie, chasse pour un temps les envahisseurs de la région.